# Bœuf musqué
Pour les articles homonymes, voir Bœuf.
 (mai 2021).
Si vous disposez d'ouvrages ou d'articles de référence ou si vous connaissez des sites web de qualité traitant du thème abordé ici, merci de compléter l'article en donnant les références utiles à sa vérifiabilité et en les liant à la section « Notes et références ».
Ovibos moschatus
Genre
Espèce
Statut de conservation UICN

 LC  : Préoccupation mineure
Le bœuf musqué (Ovibos moschatus) est un mammifère de la famille des Bovidés, et de la sous-famille des Caprinés. C'est une espèce de caprinés arctique recouverte d'une épaisse toison laineuse qui habite l'extrême nord canadien, le Groenland et la toundra norvégienne, suédoise et russe.

## Description
Le bœuf musqué est un animal massif protégé par une longue toison très isolante.  
Sa fourrure longue et dense est composée de plusieurs types de poils de types différents (ci-après décrits) et descend presque jusqu'aux sabots. C'est surtout le pelage d'hiver très dense qui fait paraître les animaux massifs. Vers la fin de l'hiver, les poils sont décolorés et la couleur du pelage est principalement jaune-brun au lieu d'être sombre ou noir-brun.  
Généralement, les spécimens âgés sont de couleur un peu plus claire, particulièrement sur la face.  
La selle et les pieds sont également de couleur beige clair à brun jaune ; le scrotum et le pis sont gris-beige.  
Immédiatement sur la peau se trouve un sous-poil dense formant une laine huit fois plus chaude que la laine de mouton et au moins aussi douce si ce n'est plus que le sous-poil des chèvres du cachemire. Cette couche fait environ 5 cm d'épaisseur et elle appelée qiviuk par les Inuits. Elle couvre l'ensemble de l'animal à l'exception des sabots, des cornes et d'une petite tache entre les narines et les lèvres ; son changement a lieu au cours des mois de mai à juillet.  
Les jards de la couche externe de la toison sont longs de 60 cm et protègent la croupe, le ventre, les flancs et la gorge jusqu'à toucher le sol. Les plus longs se trouvent sur la gorge, et c'est pourquoi les inuits appellent le bœuf musqué omingmak, ce qui signifie « animal dont la fourrure est comme une barbe ». 
La peau ne possède pas de glandes sébacées, c'est pourquoi les bœufs musqués, comme les mammouths avant eux, sont particulièrement vulnérables face à l'eau de pluie provoquée par le réchauffement climatique. L'humidité provoque chez eux des rhumes mortels.  
Les cornes sont en forme de crochet s'incurvant d'abord vers le bas pour se terminer en pointe acérée vers le haut, un peu à la manière de celles des buffles d'Afrique. Celles des mâles sont massives et jointives à leur base, recouvrant entièrement le dessus du crâne alors qu'une bande de pelage sépare celles des femelles.
- Hauteur au garrot : 1,4 m
- Longueur : 2,5 m
- Poids adulte :
  - Mâles : environ 315 kg
  - Femelles : environ 215 kg
- Force de frappe lors des combats : environ 950 kg

L'œil du bœuf musqué est parfaitement adapté aux conditions particulières de l'habitat arctique. D'une part, de grandes pupilles et une rétine très sensible permettent une vision suffisante lorsque le soleil reste sous l'horizon pendant les mois d'hiver et que les seules sources de lumière viennent de la lune et des étoiles. D'autre part, la pupille peut se resserrer jusqu'à n'être plus qu'une mince ligne horizontale ou se fermer complètement, ce qui les protège contre la photokératite ou cécité des neiges. De plus, des corpuscules de pigment protègent la rétine de la lumière aveuglante du soleil réfléchie par la neige.
Leurs sabots sont larges, ronds et aiguisés. Avec leurs sabots avant plus larges, les bœufs musqués sont capables de racler la neige ou de briser la glace. 
L'odeur des mâles dominants en rut est « forte » et musquée, d'où le nom vernaculaire français. Elle provient de la glande préputiale dont la sécrétion est répartie sur le pelage de l'abdomen grâce à l'urine. L'analyse d'extrait de la sécrétion des glandes a révélé la présence de cholestérol, d'acide benzoïque et de p-crésol, ainsi qu'une série  de gamma-lactones saturés à chaîne droite de C8H14O2 à C12H22O2 (C10H18O2 étant le plus abondant) et de gamma-lactone mono-saturée de C22H46 à C32H66 (C24H50 étant le plus abondant). La série des gamma-lactones saturées donne son odeur à la sécrétion.

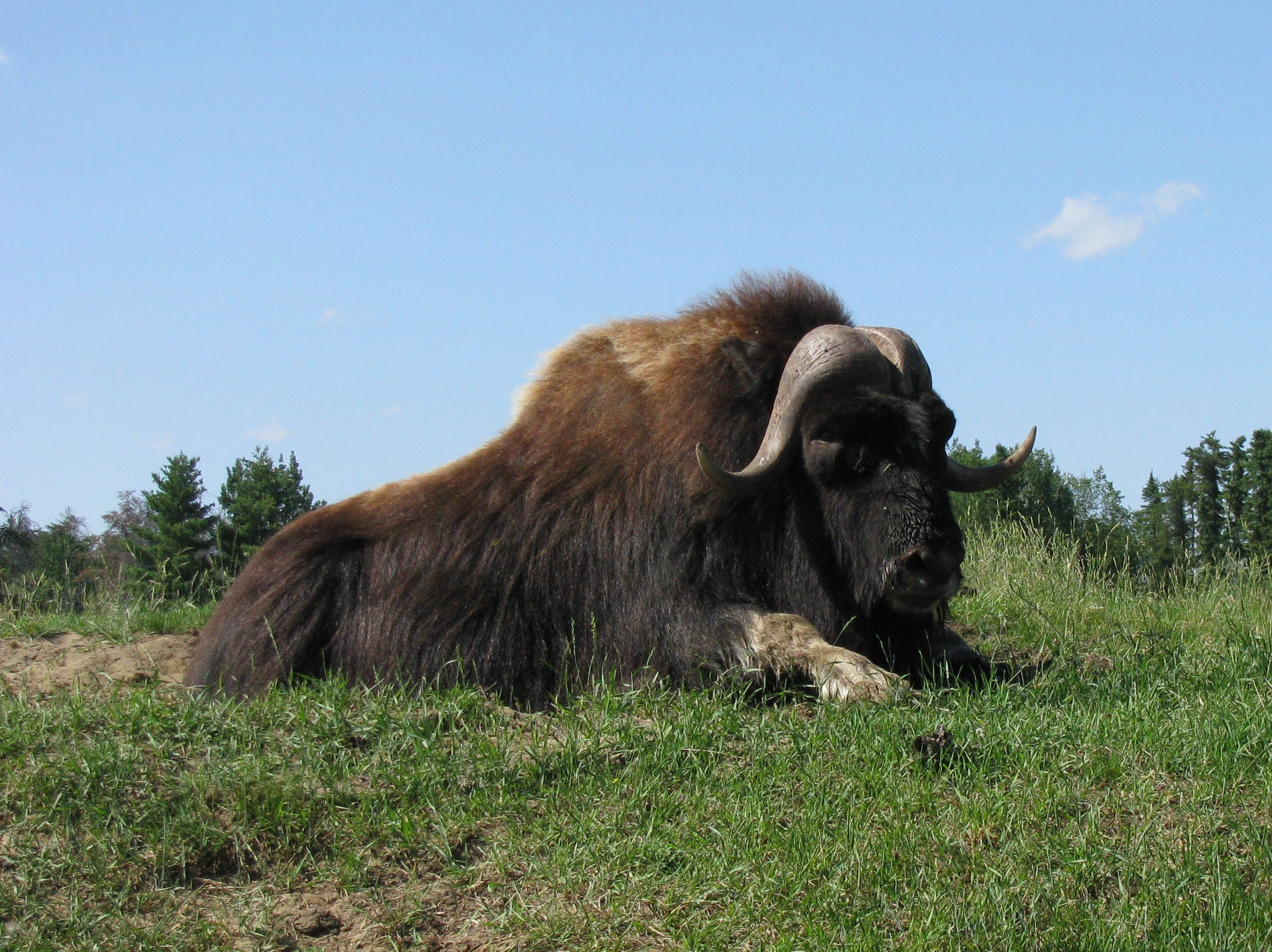
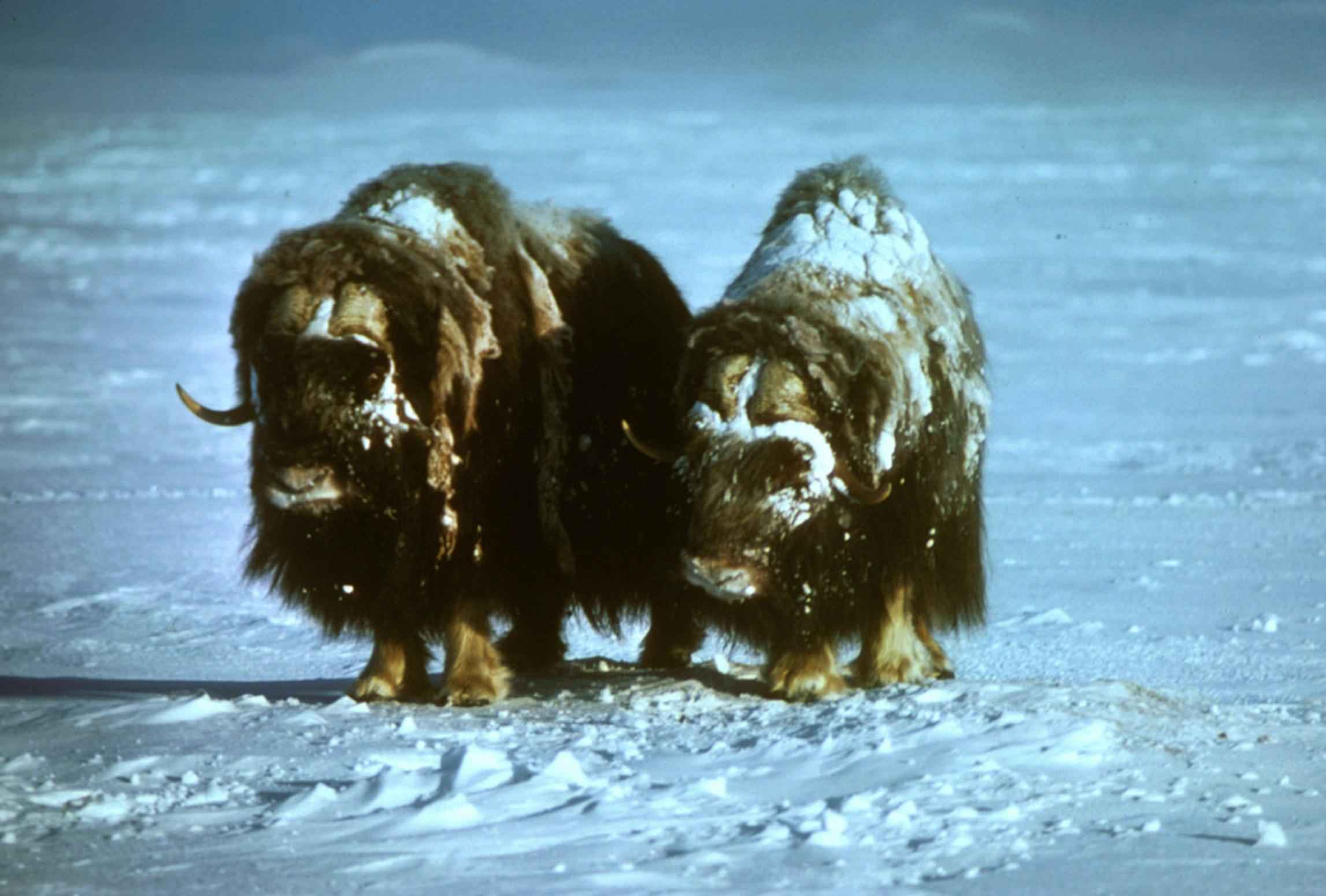
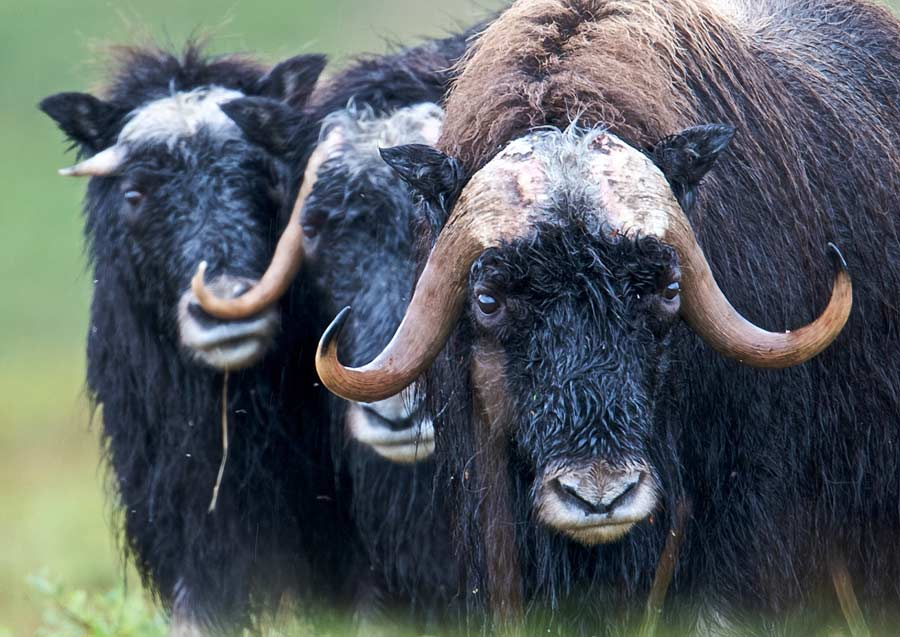
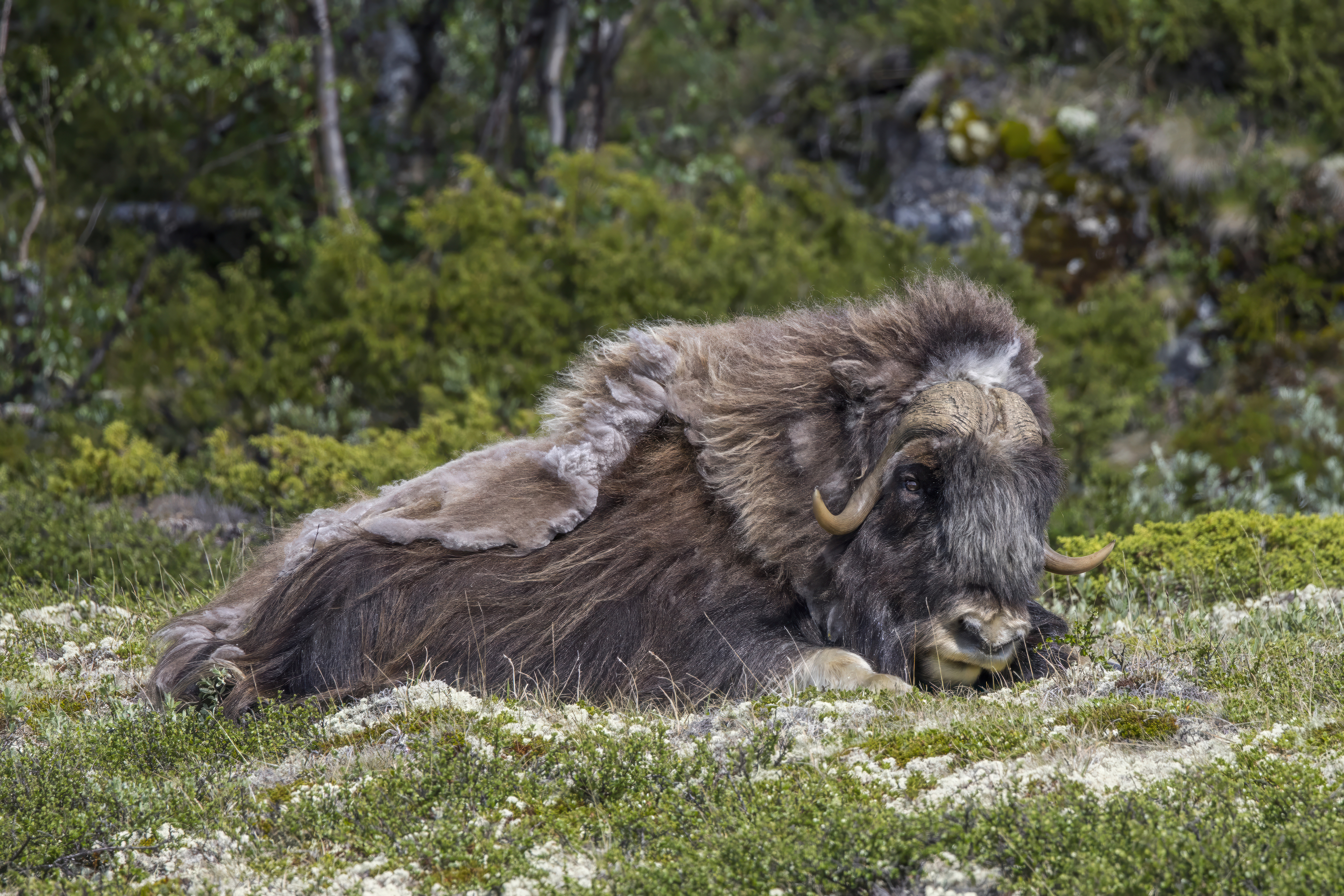
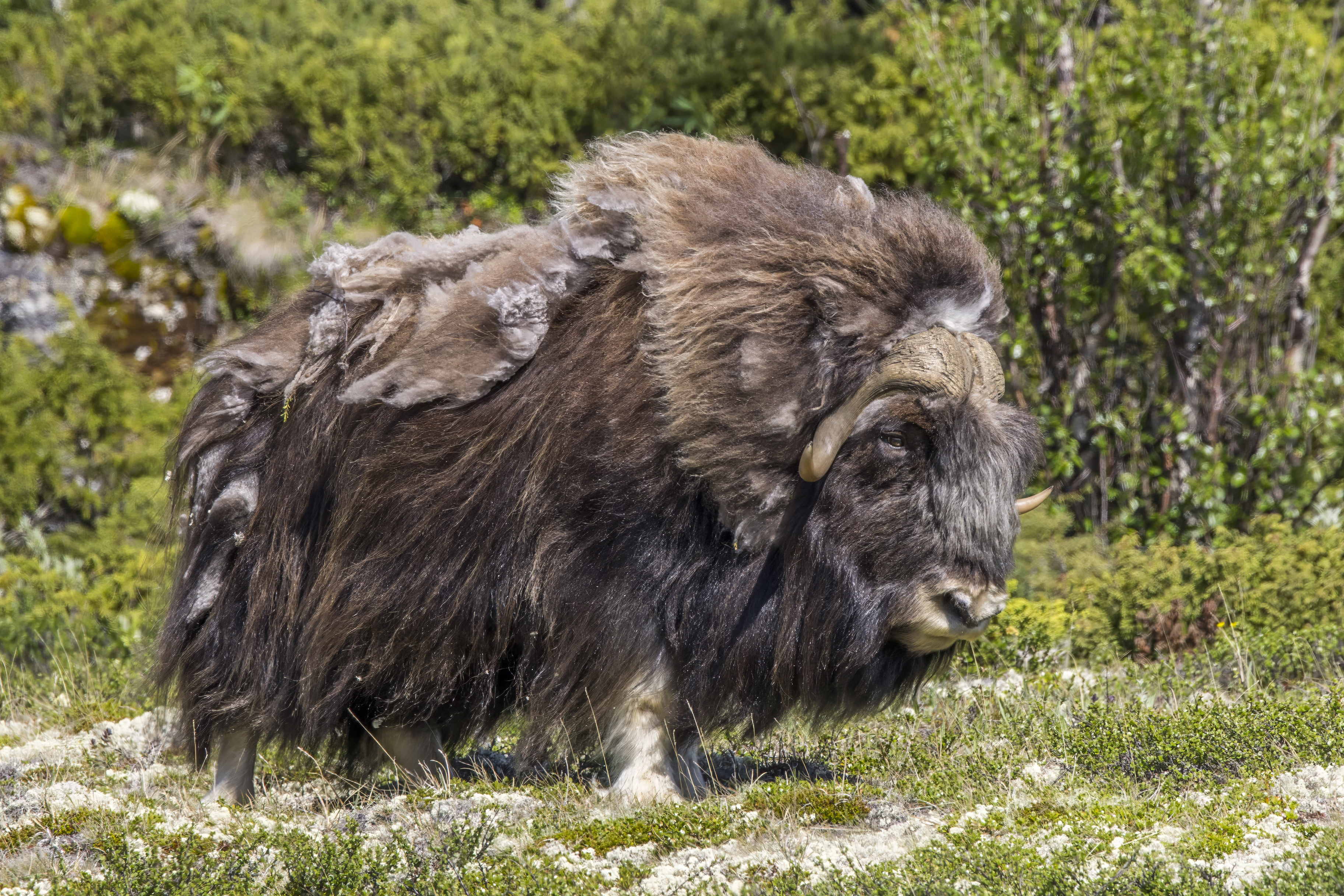
Bœuf musqué  au parc national de Dovrefjell-Sunndalsfjella, en Norvège.

## Comportement

### Reproduction
À la saison des amours, le mâle émet une sorte de mugissement sourd. On pense qu'il signale le début des combats entre mâles. Ceux-ci se battent jusqu'à ce que l'un des deux abandonne par fatigue.
L'accouplement a lieu en août, et après une gestation de huit à neuf mois, la femelle donne naissance à un unique petit (la gémellité est très rare) une fois tous les deux ans. Le petit est nommé bouvillon ; lorsqu'il vient au monde, il est déjà couvert d'un épais manteau laineux et met peu de temps pour se tenir debout. Ses cornes pousseront jusqu'à l'âge de six ans.

### Régime alimentaire
Le bœuf musqué est un herbivore se nourrissant d'épilobe, de carex et de diverses herbes. Il gratte la neige avec ses sabots pour pouvoir atteindre ces plantes. L'hiver, il s'hydrate en avalant de la neige.

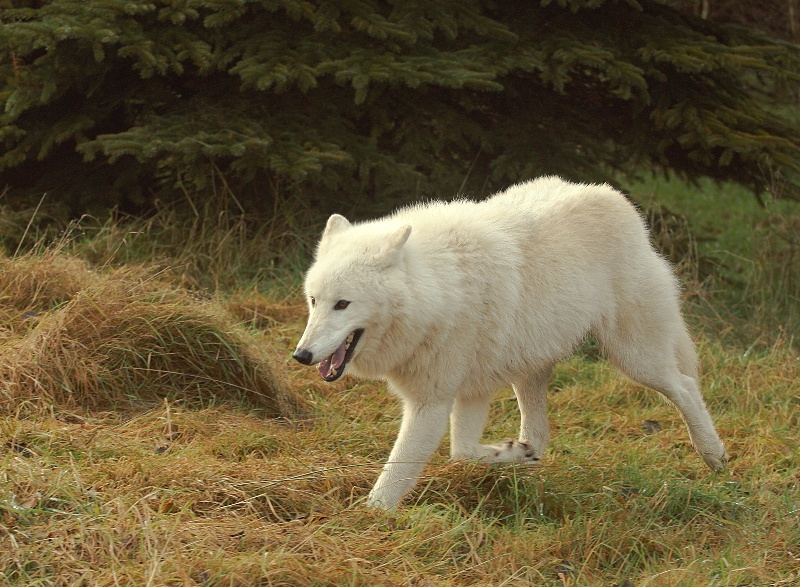
Loup arctique

## Prédateurs
Hormis l’Homme, le principal prédateur du bœuf musqué est le loup arctique. Le grizzli et l’ours blanc peuvent également l’attaquer.
Lorsqu'ils sont menacés, les bœufs musqués forment un cercle en plaçant les petits au centre. C'est le plus fort qui se charge d'attaquer. Sans attaque fatale de ses prédateurs, un bœuf musqué peut vivre jusqu'à vingt ans.

## Répartition et habitat

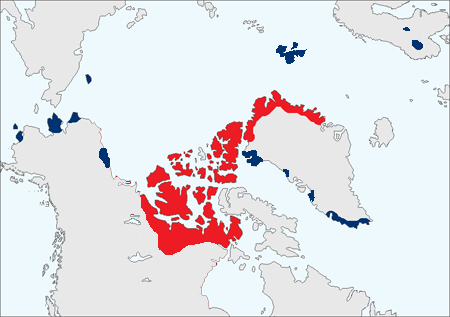
Répartition du bœuf musqué
Zone d'origine
Zone de réintroduction

### Habitat
Dans l'Arctique, il recherche les plaines et les vallées disposant de petits cours d'eau en été et préfère les collines et les plateaux l'hiver.

### Répartition
Il habite l'extrême nord canadien et le Groenland. D'origine eurasiatique, il a colonisé les latitudes moyennes de l'hémisphère Nord pendant les glaciations de l'Holocène, avant de se replier vers l'Arctique à la fin du Würm. Il s'est d'ailleurs éteint dans l'Ancien Monde il y a 2 000 ans environ, à la suite du réchauffement du climat.
Proche de l'extinction au milieu du XXe siècle à cause de la chasse, ses effectifs ont augmenté depuis (environ 75 000 animaux en 1999) et il a été réintroduit dans plusieurs pays (Scandinavie, Alaska, Arctique russe, etc.).
En mai 2019, la revue Ambio de l’Académie royale des sciences de Suède a publié un rapport sur la situation mondiale de l’espèce. Il indique que l'espèce compterait 55 troupeaux, soit 170 000 bœufs musqués, dont 109 000 au Canada. Un quart de la population se situe au Groenland, le reste se répartissant entre la Russie, la Scandinavie et l'Alaska. Selon ce même rapport, 60% de l'espèce serait en croissance, mais des maladies affectent quelques troupeaux faisant diminuer les effectifs de manière inquiétante
D'après un inventaire réalisé au printemps 2019 par le ministère des Forêts, de la Faune et des Parcs recense un troupeau de 4 400 animaux le long des côtes des baies d'Ungava et d'Hudson au Nunavik, dans l'extrémité nord du Québec.

## Phylogénie
Ovibos moschatus est la seule espèce actuelle du genre Ovibos. On ne distingue pas de sous-espèce.
Malgré son aspect de bovin (qui lui vaut son nom dans plusieurs langues), c'est en fait un capriné aberrant, proche des souches primitives (takins, tahrs, serows) de l'Asie tropicale et subtropicale et de la chèvre des montagnes Rocheuses de l'Ouest américain, mais adapté au climat arctique.

## Domestication dans l'est du Canada
Le bœuf musqué fournit quantité de matières premières, en particulier une laine d'excellente qualité, peignée à la main. Un bœuf musqué produit en moyenne 25 kg de laine par an, à partir desquels est produit un fil de laine d'environ 18 km de long, d'une valeur commerciale d'environ 8 200 dollars américains. 
On n'a jamais trouvé de restes d'anciens bœufs musqués dans l'est du Canada, bien que les conditions écologiques du nord de la péninsule du Labrador leur conviennent. C'est pourquoi au XXe siècle des projets de domestication ont été menés en Alaska. L'objectif était notamment de fournir des ressources et une source de revenus aux Inuits. En 1967, 14 animaux ont ainsi été capturés près d'Eureka, sur l'île d'Ellesmere, par l'Institut de recherche agricole du Nord (INAR), et amenés dans une ferme du Vieux Fort Chimo de Kuujjuaq, dans le nord du Québec, pour être domestiqués et lancer l'exploitation artisanale du qiviuk. Bien que les animaux aient prospéré et que l'industrie du qiviuk ait connu un succès précoce, il est vite apparu que le gouvernement du Québec n'avait jamais eu l'intention de domestiquer le bœuf musqué, mais qu'il avait utilisé l'INAR pour capturer des bœufs musqués afin de fournir une population sauvage pour la chasse. Les représentants inuits ont exigé que l'INAR quitte le Québec et que la ferme soit fermée. 54 animaux ont été relâchés à trois endroits dans le nord du Québec entre 1973 et 1983, et les autres ont été cédés à des zoos locaux. 
Entre 1983 et 1986, le nombre d'animaux relâchés est passé de 148 à 290, à un rythme de 25 % par an, et en 2003, on estimait à 1 400 le nombre de bœufs musqués au Québec. En outre, 112 adultes et 25 veaux ont été dénombrés sur l'île Diana (en), toute proche, en 2005, après y être arrivés par leurs propres moyens depuis le continent. Des adultes solitaires sont parfois aperçus au Labrador, bien qu'aucun troupeau n'ait été observé dans la région.